# Сельское поселение «Леснинское»
Се́льское поселе́ние «Леснинское» — муниципальное образование в Читинском районе Забайкальского края Российской Федерации.
Административный центр — посёлок Лесной Городок.

## История
Статус и границы сельского поселения установлены Законом Читинской области от 19 мая 2004 года «Об установлении границ, наименований вновь образованных муниципальных образований и наделении их статусом сельского, городского поселения в Читинской области»

## Население
| 2010  | 2011  | 2012  | 2013  | 2014  | 2015  | 2016  |
| ----- | ----- | ----- | ----- | ----- | ----- | ----- |
| 1683  | ↗1693 | ↘1636 | ↘1586 | ↘1534 | ↘1489 | ↘1457 |
| 2017  | 2018  | 2019  | 2020  | 2021  |       |       |
| ↘1410 | ↗1418 | ↘1405 | ↘1383 | ↘1009 |       |       |

## Состав сельского поселения
| № | Населённый пункт | Тип населённого пункта          | Население |
| - | ---------------- | ------------------------------- | --------- |
| 1 | Кука             | село                            | ↘259      |
| 2 | Лесной Городок   | посёлок, административный центр | ↘1097     |
| 3 | Хвойный          | посёлок                         | ↘27       |